# Sonnenfinsternis (Altes Ägypten)
Eine Sonnenfinsternis galt im Alten Ägypten mythologisch als negatives Omen und wurde als Verschlucken der Sonne vom Himmel bezeichnet.

## Mythologische Verbindungen
Insbesondere eine totale Sonnenfinsternis stand als mögliches Vorzeichen für Katastrophen, Krieg und Krankheiten. In den Vorstellungen der Ägypter trat das größte vorstellbare und anzunehmende Unglück ein, wenn Isfet als Verkörperung der totalen Finsternis den Himmel auf die Erde stürzen lassen und das Chaos herrschen würde.
Das wichtigste Ziel war es daher, die bestehende Weltordnung zu sichern und zu bewahren. Sonnenfinsternisse sind sehr selten in altägyptischen Aufzeichnungen dokumentiert und wurden zumeist nur in Verbindung von negativen Vorkommnissen genannt.

## Historische Erwähnungen
Die nachträglich dokumentierte Sonnenfinsternis vom 30. September 610 v. Chr. ereignete sich im Todesjahr des Psammetich I. am frühen Vormittag des 12. Schemu I. Die Besonderheit an diesem Ereignis stellt der zeitgleiche Beginn des Amun-Re-Festes in Theben dar, weshalb die Verfinsterung rückwirkend als besonders negatives Omen gedeutet wurde.